# Bernhard VI van Anhalt
Bernhard VI van Anhalt († 2 februari 1468) was van 1420 tot 1468 vorst van Anhalt-Bernburg. Hij behoorde tot het huis Ascaniërs.

## Levensloop
Bernhard VI was de oudste zoon van vorst Otto III van Anhalt-Bernburg en diens eerste echtgenote wier identiteit onbekend is gebleven.
Na de dood van zijn vader in 1404 werden de erfrechten van Bernhard VI omzeild door zijn jongere broer Otto IV en zijn neef Bernhard V, die gezamenlijk de regering van het vorstendom Anhalt-Bernburg overnamen. In 1415 stierf Otto IV kinderloos, waarna Bernhard V tot aan zijn eigen dood in 1420 het vorstendom zelfstandig bestuurde. Omdat Bernhard V zonder mannelijke nakomelingen kwam te overlijden, kon Bernhard VI in 1420 het vorstendom Anhalt-Bernburg erven. Naast zijn vorstelijke titel had hij ook de titel van heer van Bernburg.
Bernhard VI kwam in 1468 zonder mannelijke nakomelingen te overlijden. Hierdoor stierf de tak Anhalt-Bernburg binnen het huis Ascaniërs uit. Een ver familielid van hem, vorst George I van Anhalt-Dessau, erfde zijn landerijen.

## Huwelijken en nakomelingen
Op 21 oktober 1419 huwde Bernhard met Mathilde († 1432), dochter van graaf Protze van Querfurt-Burgscheidungen. Ze kregen twee kinderen:
- Otto († 1437)
- Mathilde († 1443), huwde met vorst Sigismund II van Anhalt-Dessau

Op 11 maart 1434 huwde hij een tweede maal met Hedwig (1410-1497), dochter van hertog Jan I van Żagań. Dit huwelijk bleef echter kinderloos.